# 別爾茨克
54°45′N 83°06′E / 54.750°N 83.100°E
別爾茨克（俄语：Бердск）是俄羅斯新西伯利亞州的一個城市。2002年人口為88,445人。
1716年建城，1944年設市。1957年因興建新西伯利亞水庫而需遷址。

## 外部链接

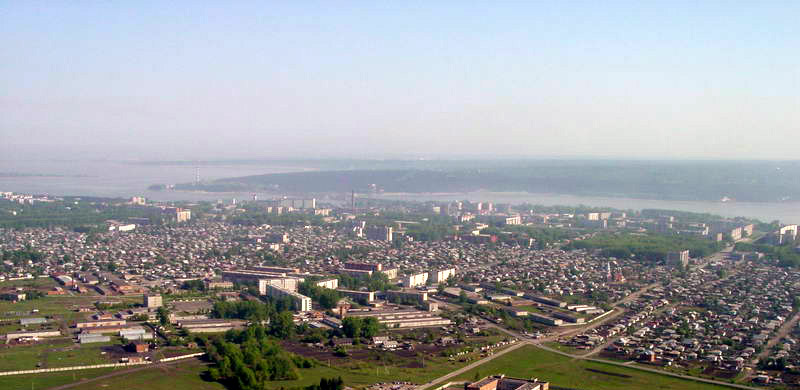
城市全景